# Tell Kazel
Tell Kazel jo grič ovalne oblike, ob vznožju dolg 350 m in širok 325 m. Na vrhu se zmanjša na približno 200 x 200 m. Grič stoji v sirskem guvernatu Tartus  približno 18 km južno od Tartusa.

## Povezava s staroveškim Sumurjem
Arheologi so začeli grič raziskovati leta 1956, kar je sprožilo dolge razprave o tem, za katero staroveško mesto gre. Maurice Dunand n N. Saliby sta v njem prepoznala staroveško mesto z različnimi imeni: Sumur, Simira ali Zemar (egipčansko Smr, akadsko Sumuru, asirsko Simirra). V Bibliji je omenjeno  v Prvi Mojzesovi knjigi 10:18 in Prvi kroniški 1:16 kot dom Cemarejcev, enega od rodov Kanaancev. Mesto je bilo veliko trgovsko središče, omenjeno tudi v Amarnskih pismih. V mestu je vladal Ahribta pod skrbništvom bibloškega kralja Rib-Hadda. Ahribta se mu je uprl in se pridružil Abdi-Aširtovemu kraljestvu Amurru. Oblast v mestu so mu zatem  zelo verjetno prevzeli pristaši Egipta,  vendar jih je  Rib-Haddov sin Aziru premagal in ponovno prevzel oblast v mestu.

## Izkopavanja
Tell Kazel so prvič izkopavali v letih 1960-1962 arheologi Maurice Dunand, N. Saliby in  A. Bounni, ki so določili  sekvenco med bronasto dobo in helenističnim obdobjem. Ugotovili so, da je bilo za mesto najpomembnejše obdobje  pozne bronaste dobe in Perzijskega cesarstva.
Leta 1985 so se začela nova izkopavanja, ki sta jih vodila Arheološki muzej Ameriške univerze v Beirutu in Generalni direktorat za starine in muzeje Sirije pod vodstvom direktorice Leile Badre. Arheologi so odkrili veliko s Cipra uvožene keramike, znane kot ciprska dvobarvna lončenina, po kateri se je mesto razlikovalo od Homsa. Keramiko so datirali v 14. do 12. stoletje pr. n. št.
V pozni bronasti dobi je bilo mesto uničeno. Po obnovi so uvoženo keramiko nadomestile lokalna  mikenska keramika, ročno izdelana pološčena keramika in siva lončenina.  Na najdišču so odkrili ostanke zgradb palačnega kompleksa in templja s konca pozne bronaste dobe. V templju so našli različne amulete, pečate in glazirano posodje z nekaj podobnostmi z ugaritsko kulturo. Arheologi so odkrili tudi ostanke železnodobnega naselja iz 9. in 8. stoletje pr. n. št., ki je bilo požgano v še ne določeni invaziji Asircev.  Skladišče in obrambne zgradbe so bile zgrajene v perzijskem obdobju iz skrbno obdelanih kamnitih  blokov. Na severovzhodu najdišča so odkrili veliko pokopališče iz helenističnega obdobja.